# لوئیشام، نیو ساوت ولز
لوئیشام (به انگلیسی: Lewisham) یک حومه شهر در استرالیا است که در نیو ساوت ولز واقع شده‌است.